# رقم سري (مسلسل)
رقم سري هي تكملة للجزء الأول من مسلسل صوت وصورة وهو مسلسل تلفزيوني مصري عُرض في عام 2024، من بطولة ياسمين رئيس، رانيا منصور، صدقي صخر، عمرو وهبة، رحمة أحمد، من تأليف محمد سليمان عبد المالك ومن إخراج محمود عبد التواب.

## قصة المسلسل
تدور الأحداث حول "لقاء"، تعمل موظفة في أحد البنوك، تجد نفسها عالقة في عملية احتيال خطيرة وتتهم في قتل مديرة فرع البنك بعدما تورطها تقنيات الذكاء الاصطناعي وتتعدد الأحداث التي تجعل كل أبطال المسلسل متهمين وفي الاخر حيطلع القاتل زوجها السابق وهو وراء تحويل أموال الممثل المشهور دون علمه كما سيتضح ان موظف وموظفة البنك متورطين مع المديرة المقتولة في تحويل جزء صغير جدا من أموال المودعين الي حساب سري خاص بهم خارج البلد ...

## طاقم التمثيل
- ياسمين رئيس: (لقاء إسماعيل)
- صدقي صخر: (لطفي عبود)
- عمرو وهبة: (وافي معتمد)
- أحمد الرافعي
- مصطفى عمر
- رحمة أحمد
- محمد البكري
- رانيا منصور
- رامي الطمباري
- نادين
- محمد عبده: (مجدي)
- عزت زين
- أحمد الشامي
- باسل الزارو
- ناردين فرج
- رضوى جودة
- شروق إبراهيم
- كريم محجوب
- أحمد شاهين
- محمد سليمان

## فريق العمل
- إخراج: محمود عبد التواب
- تأليف: محمد سليمان عبد المالك
- إنتاج: شركة أروما - تامر مرتضى
- مونتاج: فيديو لاروزا